# أجاثا بيدناركوزك
أجاثا بيدناركوزك (بالبرتغالية: Ágatha Bednarczuk‏) (مواليد 22 يونيو 1983) هي لاعبة كرة طائرة شاطئية دولية برازيلية. فازت ب بطولة العالم للكرة الشاطئية 2015 وبالميدالة الفضية في اولمبياد 2016 بجانب زميلتها باربارا سيكساس.

## روابط خارجية
- أجاثا بيدناركوزك على موقع الاتحاد الدولي beach volleyball database (الإنجليزية)
- أجاثا بيدناركوزك على موقع قاعدة بيانات الكرة الطائرة الشاطئية (الإنجليزية)
- أجاثا بيدناركوزك على موقع اللجنة الأولمبية الدولية (الإنجليزية)
- أجاثا بيدناركوزك على موقع أوليمبيديا (الإنجليزية)
- أجاثا بيدناركوزك على موقع اللجنة الأولمبية البرازيلية (البرتغالية)